# Leucanella fusca
Leucanella fusca är en fjärilsart som beskrevs av Walker 1855. Leucanella fusca ingår i släktet Leucanella och familjen påfågelsspinnare. Inga underarter finns listade i Catalogue of Life.